# ارین آلدریچ
ارین آلدریچ (انگلیسی: Erin Aldrich؛ زادهٔ ۲۷ دسامبر ۱۹۷۷) یک بازیکن والیبال اهل ایالات متحده آمریکا است.